# Berkeczy László
Berkeczy László (Csíkszereda, 1925. június 29. – Eschwege, 2009. október 30.) szobrász.

## Élete

### Kronologikus áttekintés
- 1947–48: Bukaresti Szépművészeti Akadémia.
- 1948–55: Magyar Művészeti Intézet, mestere Balaskó Nándor.
- 1955–75: a kolozsvári IRIS Porcelángyár munkatársa
- 1975-től a szobrászatnak dedikálja életét
- 1985-ben Németországba emigrált, Eschwege városában telepedett le.

„A siker nem kábította el. Megmaradt annak a szerény, visszahúzódó művésznek, aki sajátosan tudta szemlélni az őt körülvevő világot, meglátva azt a jellegzetes szépet, érdekeset, groteszket, ami erre a világra jellemző”. Csomafáy Ferenc
- 1991-től haláláig a Kassel-i művészeti egyesület tagja.

Alkotásai: főleg patinás kerámia-kisszobrok és domborművek.
- Mesterei: Nagy Imre, Balaskó Nándor, Szervátiusz Jenő.

## Kiállítások

### Válogatott csoportos kiállítások
- 1975–1985 – Bukarest, Kolozsvár

### Egyéni kiállítások
- 1985 – Eschwege
- 1990 – Eschwege
- 1995 – Rapperswil-Jona/Zürichsee (Svájc)

## Köztéri művei
Fasching-dombormű (Városháza, Eschwege).